# Extraordinarius
Extraordinarius – rodzaj pająków z rodziny spachaczowatych i podrodziny Sparianthinae. Obejmuje 6 opisanych gatunków. Wszystkie są endemitami południowo-wschodniej Brazylii.

## Morfologia i zasięg
Samce osiągają od 8,9 do 11,8 mm, a samice od 11 do 16,5 mm długości ciała.
Karapaks jest dłuższy niż szeroki, o wyższej niż tułowiowa części głowowej i umieszczonej w tylnej ⅓ jamce. Ośmioro oczu rozmieszczonych jest w dwóch rzędach, z których przedni jest prosty. Oczy pary tylno-bocznej leżą na tej samej wysokości co oczy pary tylno-środkowej lub nieco bardziej z przodu niż one. Wysokość nadustka jest mniejsza niż średnica oczu przednio-środkowej pary. Dłuższe niż szerokie szczękoczułki mają na przedniej krawędzi bruzdy trzy ząbki, z których nasadowy jest najmniejszy, na tylnej jej krawędzi dwa małe ząbki, a pomiędzy krawędziami ząbki nie są obecne. Długość wargi dolnej jest niewiele większa niż jej szerokość. Zbiegające się szczęki mają serrule w postaci pojedynczego szeregu ząbków oraz gęste skopule na krawędziach wewnętrznych. Długość sternum jest większa niż jego szerokość. Kolejność par odnóży od najdłuższej do najkrótszej to IV, I, II, III lub IV, II, I, III. Trichobotria po grzbietowej stronie goleni i stóp występują w kilku, a po grzbietowej stronie nadstopiów w jednym szeregu. Nadstopia wszystkich par są w przednich połowach opatrzone skopulami i mają odsiebnie po stronie grzbietowej umieszczone błony trójpłatowe o płatach bocznych znacznie większych niż pośrodkowy haczyk. Stopy mają odsiebnie położony, zamknięty w otoczce o owalnym lub okrągłym otworze narząd tarsalny, złożone z głęboko powcinanych szczecinek przypazurkowe kępki włosków oraz parę pazurków, każdy z grzebieniem złożonym z 7–8 zakrzywionych ząbków.
Dłuższa niż szeroka, owalna opistosoma (odwłok) ma oskórkowy pierścień w pobliżu nasad kądziołków przędnych; tych z kolei są trzy pary. Stożkowate, dwuczłonowe kądziołki pary przednio-bocznej stykają się podstawami. Kądziołki pary tylno-środkowej są krótkie i stożkowate, tylno-bocznej zaś dwuczłonowe i ścięte na szczycie.
Nogogłaszczki samca mają goleń wyposażoną w kolec prolateralny, nieco odsuniętą tylno-bocznie apofizę wentralną oraz osadzoną odsiebnie i pojedynczą apofizę retrolateralną, a także ponad trzykrotnie dłuższe od goleni cymbium z dużym i zaokrąglonym alweolusem oraz dobrze wykształconym wyrostkiem przednio-nasadowym. Bulbus ma obręczowate subtegulum, duży, Z-kształtny, sięgający tylno-bocznej krawędzi cymbium konduktor oraz tegulum z zesklerotyzowanym i wklęśniętym wyrostkiem bliższym konduktorowi i dużym, blaszkowatym, odsiebnie zaokrąglonym wyrostkiem bliższym nitkowatemu embolusowi. Charakterystyczną na tle podrodziny cechą rodzaju jest osadzenie apofyzy medialnej na tegulum między godzinami 5:30 a 6:00.
Płytka płciowa samicy podzielona jest na przegrodę środkową i częściowo ją zasłaniające, pozbawione wyrostków płaty boczne. Wulwa ma położony blisko przewodów zapłodnieniowych, zamknięty w otoczce układ kanalików wewnętrznych w części przedniej zorganizowany w podwójną helisę, a w części pozostałej bezładnie poskręcany.

## Rozprzestrzenienie
Rodzaj neotropikalny, południowoamerykański, endemiczny dla południowo-wschodniej Brazylii, znany ze stanów Minas Gerais, Espírito Santo, Rio de Janeiro i São Paulo.

## Taksonomia
Takson ten wprowadzony został w 2019 roku przez Cristinę A. Rheims na łamach „Zootaxa”. Gatunkiem typowym wyznaczyła ona opisanego w tej samej publikacji E. andrematosi.
Do rodzaju tego zalicza się 6 opisanych gatunków:
- Extraordinarius alicecooperi Rheims, 2022
- Extraordinarius andrematosi Rheims, 2019
- Extraordinarius angusyoungi Rheims, 2022
- Extraordinarius brucedickinsoni Rheims, 2019
- Extraordinarius klausmeinei Rheims, 2019
- Extraordinarius rickalleni Rheims, 2019